# کریستینا شمیگون-واهی
کریستینا شمیگون-واهی (به انگلیسی: Kristina Šmigun-Vähi) (زاده ۲۳ فوریهٔ ۱۹۷۷) ورزشکار اسکی صحرانوردی اهل استونی است.
از افتخارات وی میتوان به کسب مدال طلا ۱۰ کیلومتر کلاسیک و مدال طلا ۱۵ کیلومتر دو نفره تعقیب اسکی صحرانوردی بازی‌های المپیک زمستانی ۲۰۰۶ و همچنین مدال نقره ۱۰ کیلومتر آزاد اسکی صحرانوردی بازی‌های المپیک زمستانی ۲۰۱۰ اشاره کرد.